# Akropolis - La grande epopea di Atene
Akropolis è un saggio di Valerio Massimo Manfredi inerente alla polis greca di Atene. Si passa dagli antichi miti che raccontano la fondazione della città e le gesta dei primi re di Atene alle riforme di Solone, fino alla tirannide di Pisistrato e dei suoi due figli, che spianerà la strada per il successo della democrazia, il governo del popolo, sotto Pericle. La tragica guerra intrapresa contro Sparta ed il periodo del filosofo Socrate chiudono brillantemente la narrazione. Alla fine di ogni capitolo troviamo i commenti dell'autore con un suo amico greco di nome Kostas.

## Edizioni
- Valerio Massimo Manfredi, Akropolis  La grande epopea di Atene, collana Oscar Mondadori, Mondadori, 2006,  pp. 246, cap. 11, ISBN 88-04-49138-8.